# Orgon
Orgon település Franciaországban, Bouches-du-Rhône megyében. Lakosainak száma 2662 fő (2022. január 1.). Orgon Eygalières, Eyguières, Plan-d'Orgon, Sénas, Cavaillon és Cheval-Blanc községekkel határos.

## Népesség
A település népességének változása:
| Lakosok száma | 2049 | 2339 | 2453 | 2976 | 3114 | 3104 | 2963 | 2821 | 2752 | 2662 |
|               | 1968 | 1982 | 1990 | 2006 | 2013 | 2015 | 2017 | 2019 | 2020 | 2022 |